# Мокра-Права
Мокра-Права (пол. Mokra Prawa) — село в Польщі, у гміні Скерневиці Скерневицького повіту Лодзинського воєводства.
Населення — 966 осіб (2011).
У 1975-1998 роках село належало до Скерневицького воєводства.

## Демографія
Демографічна структура станом на 31 березня 2011 року:
|          | Загалом | Допрацездатний вік | Працездатний вік | Постпрацездатний вік |
| -------- | ------- | ------------------ | ---------------- | -------------------- |
| Чоловіки | 475     | 94                 | 328              | 53                   |
| Жінки    | 491     | 84                 | 285              | 122                  |
| Разом    | 966     | 178                | 613              | 175                  |